# My number one
«My number one» (en español: «Mi número uno») es una canción de la cantante greco-sueca Helena Paparizou, extraída en 2005 como sencillo del álbum del mismo título.  El tema en inglés, se convirtió en el ganador del Festival de la Canción de Eurovisión 2005 que se celebró en Kiev. Gracias a este tema Helena Paparizou es una de las artistas femeninas más consolidadas de Grecia. La canción fue elegida para la Gala especial del 50 Aniversario de Eurovisión como una de las 14 mejores de la historia.
La canción, cuyos autores son los griegos Christos Dantis, Manos Psaltakis y Natalia Germanou, introduce instrumentos griegos tradicionales como la buzuki y la lira en un contexto de música dance contemporánea. En la letra, Helena le dice a su amante que es «mi número uno» («my number one») y «el único tesoro que tendré jamás» («the only treasure I'll ever have»).

## Festival de Eurovisión
La televisión griega ERT seleccionó internamente a Helena para representar a Grecia en Eurovisión. Ella fue elegida, y abrieron una convocatoria para que los compositores presentasen posibles canciones. Fueron seleccionadas 4 canciones para que Helena las cantase en la final nacional griega (una de las cuales fue eliminada por incumplir las normas). En la final nacional, el televoto y un jurado eligieron «My number one» como la ganadora con un porcentaje combinado del 66,47%.
En el Festival de la Canción de Eurovisión 2005 celebrado en Kiev Grecia se clasificó directamente a la final por el buen resultado obtenido en 2004. Helena cantó en 19.º lugar. La canción se puso en escena con una coreografía visual con elementos de baile tradicional griego y la imagen de ella tocando una lira imaginaria mientras la levantaban bailarines masculinos. 
Al final de la votación había recibido 230 puntos, siendo la primera clasificada de entre 24 canciones finalistas. 

## Posicionamiento en listas
| Lista (2005)                             | Mejor posición |
| ---------------------------------------- | -------------- |
| Alemania (Offizielle Deutsche Charts)    | 37             |
| Austria (Ö3 Austria Top 40)              | 44             |
| Bélgica (Flandes) (Ultratop 50)          | 10             |
| Bélgica (Valonia) (Ultratop 50)          | 36             |
| Europa Eurochart Hot 100 Singles         | 17             |
| Grecia (IFPI Greece)                     | 1              |
| Hungría (Mahasz)                         | 9              |
| Países Bajos (Mega Single Top 100)       | 24             |
| Rumania (UPFR)                           | 4              |
| Rusia (EMI)                              | 19             |
| Suecia (Sverigetopplistan)               | 1              |
| Suiza (Schweizer Hitparade)              | 15             |
| Lista (2006)                             | Mejor posición |
| Estados Unidos (Dance Club Songs)        | 8              |
| Estados Unidos (Hot Dance Singles Sales) | 25             |